# Papier crépon

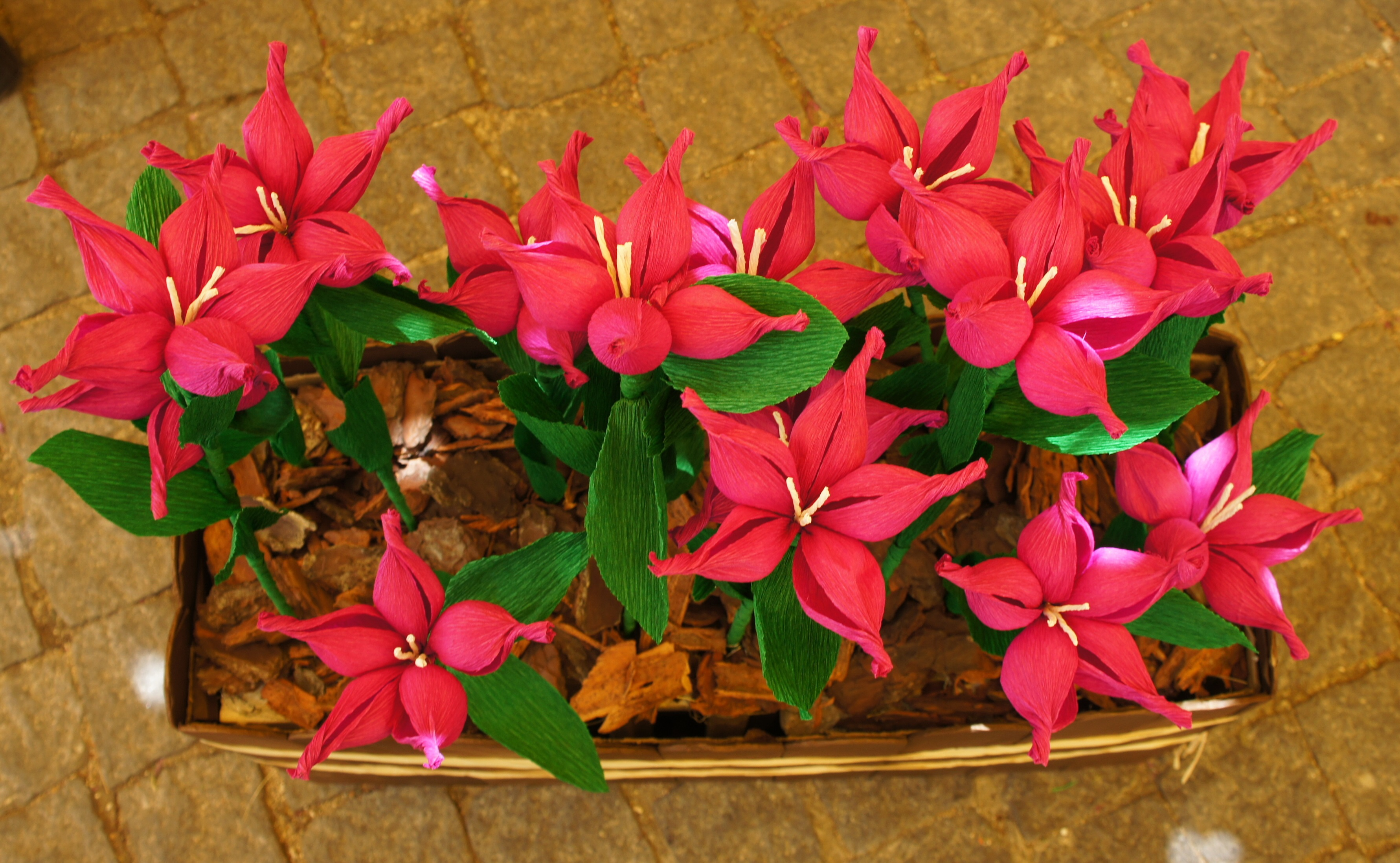
Fleur en papier crépon

Le papier crépon est un type de papier fin, rugueux et coloré utilisé notamment dans les arts plastiques. Il a été inventé par Marius Pavé.
Il s'agit d'un papier tissu très léger, parmi les plus légers du marché, usuellement inférieur à 35g/m².

## Production

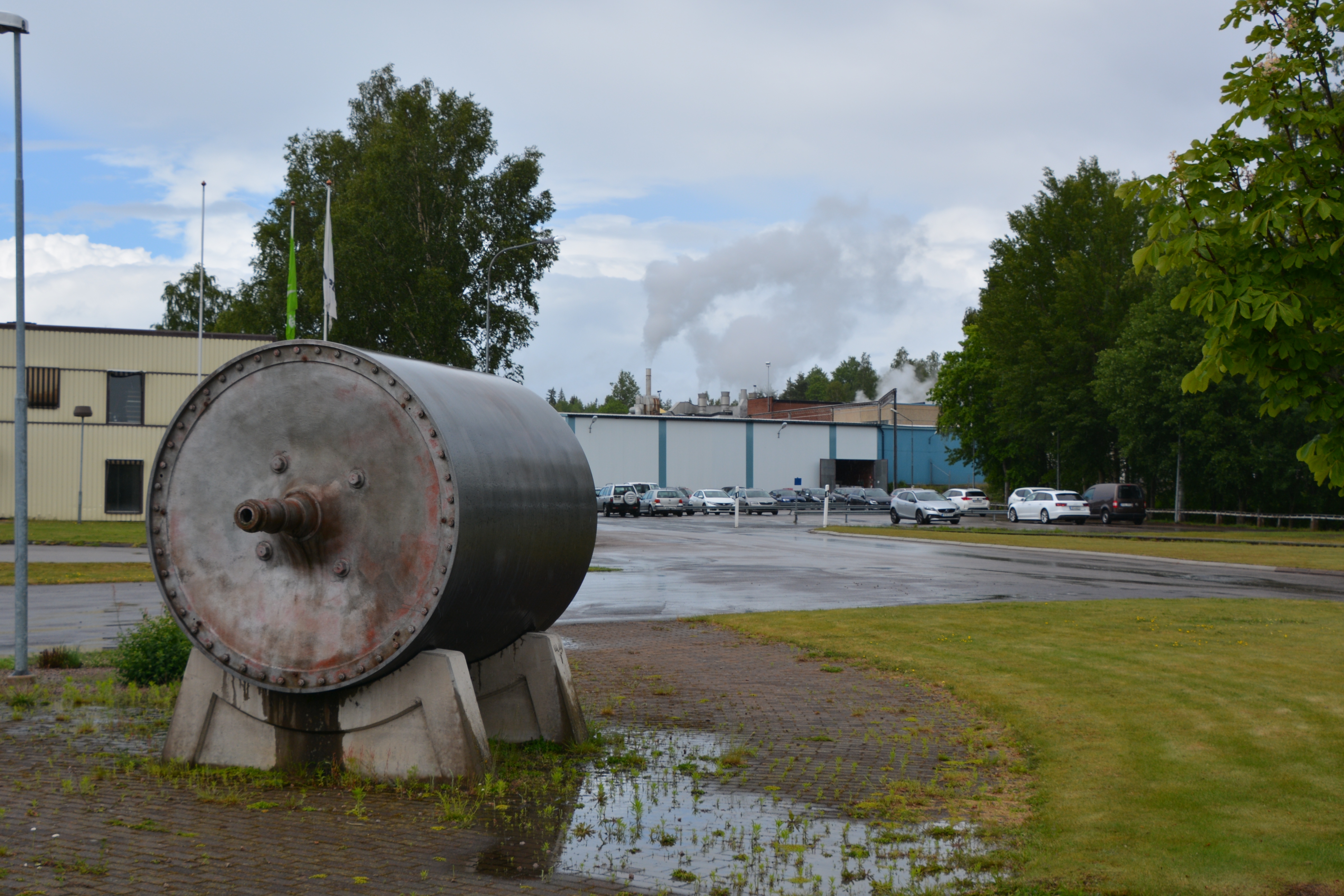
Ancien cylindre Yankee en exposition devant une usine de Pauliström en Suède.

Le papier crépon est produit sur une machine à papier d'un seul cylindre, nommé Yankee. Le papier est chauffé par le cylindre et par une hotte à air chaud. Une lame racle le papier et participe à lui donner son froissement. Cette lame est appelée la lame docteur et tire son nom de l'anglais (en) Ductor blade (en).
Différents paramètres interviennent dans la production du papier : la composition du papier notamment la force de l'adhésif, la température du cylindre, de l'air chaud, la forme de la lame docteur, et le différentiel entre la vitesse de rotation du cylindre et du tapis aval.

## Utilisation

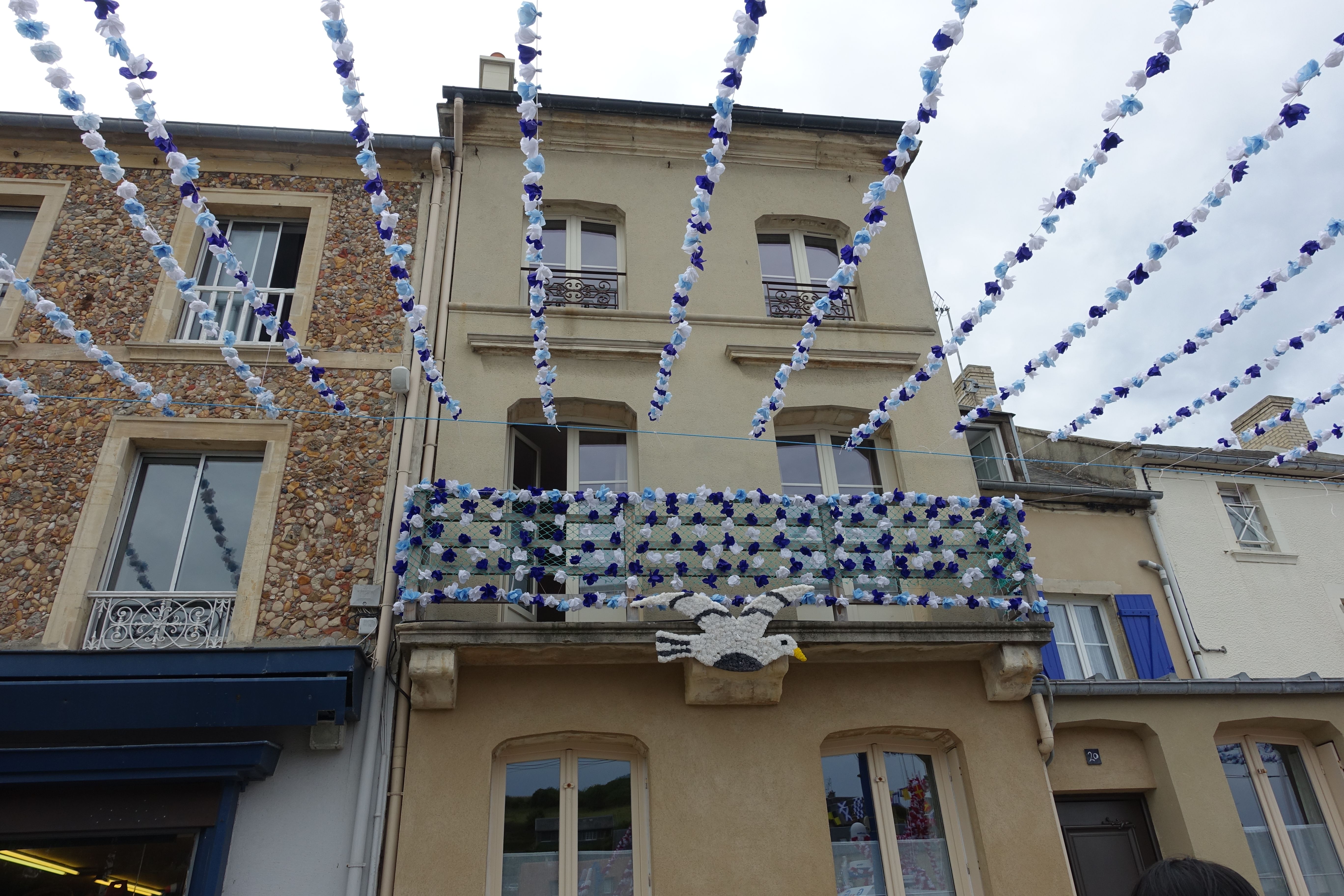
Décoration de la ville à Port-en-Bessin-Huppain en 2018.

Le papier crépon est utilisé principalement pour des activités de décoration. Très souvent utilisé pour fabriquer des fleurs colorées, on en trouve par exemple sur la côte belge où les enfants les échangent contre des coquillages, mais également dans les décorations de rue, des créations de costumes, les emballages de cadeaux...
La couleur est très peu fixée sur le papier, le papier mouillé déteint facilement.